# Daniela Raschhofer
Daniela Raschhofer (n. 19 iunie 1960, Braunau am Inn) este o politiciană austriacă și membru al Parlamentului European în perioada 1999-2004 din partea Austriei. (FPÖ)
1. ↑  Deputații în Parlamentul European